# آمیبیان
آمیبیان (نام علمی: Amoebidae) نام یک تیره از آمیبوزوا است.